# Natri hypophosphit
Natri hypophosphit (công thức hóa học: NaH2PO2, còn được gọi là natri phosphinat) là muối natri của acid hypophosphorơ và thường gặp dưới dạng kết tinh ngậm nước, NaH2PO2·H2O. Nó là một chất rắn ở nhiệt độ phòng, có dạng tinh thể trắng không mùi. Nó tan trong nước và dễ dàng hấp thụ hơi nước trong không khí.
Natri hypophosphit nên được giữ ở nơi khô mát, tránh xa các chất oxy hóa. Nó phân hủy khi đun nóng và tạo phosphin, một khí độc, gây khó chịu cho đường hô hấp.
2NaH2PO2 → Na2HPO4 + PH3.

## Sử dụng
Giống như các hypophosphit khác, natri hypophosphit có thể khử các ion kim loại trở lại kim loại cơ bản. Điều này tạo cơ sở cho mạ nickel điện phân (Ni-P), đây là ứng dụng công nghiệp chính của nó.
Natri hypophosphit có khả năng khử ion nickel trong dung dịch thành nickel kim loại trên chất nền kim loại cũng như trên nền nhựa. Nền nhựa cần được hoạt hóa bằng paladi. Nickel thu được có thể chứa lượng phosphor đến 15%.
Natri hypophosphit còn dùng làm chất phụ gia thực phẩm.

## Danh sách 1 của DEA
Lực lượng Chống ma túy (DEA) của chính phủ Mỹ xác định natri hypophosphit nằm trong hóa chất loại 1 có mã 21 CFR 1310.02 có hiệu lực từ ngày 17 tháng 10 năm 2001, đề cập chi tiết đến acid hypophosphorơ và các hợp chất liên quan.